# یوسوکوو
یوسوکوو (انگلیسی: Yussukovo) یک شهرک در شهرستان یانائولسکی استان باشقیرستان کشور روسیه است.